# خس‌نشین سبزوخاکستری
خس‌نشین سبزوخاکستری (نام علمی: Sericornis arfakianus) نام یک گونه از سرده خس‌نشین‌ها است.